# Puerto Ordaz
Puerto Ordaz – miasto wenezuelskie, które w 1961 połączyło się z San Felix tworząc miasto Ciudad Guayana.